# Markiertheit
Markiertheit bezeichnet in der Sprachwissenschaft bei Lauten, Wörtern und in der Syntax das Vorhandensein eines Merkmals gegenüber seiner Abwesenheit. Demnach ist ein bestimmtes Phänomen unmarkiert, wenn es natürlicher wirkt und einfacher aufgebaut ist. Die unmarkierte Form wird dabei als Grundform gesehen, gegen die andere Formen in einem Kontrast stehen, indem sie spezialisierter sind und nur unter eingeschränkten Bedingungen auftreten und als markiert bezeichnet werden.
Der Begriff wurde zunächst von der Prager Schule in den 1920er Jahren entwickelt und bezog sich nur auf den Teilbereich der Phonologie. Nikolai Trubetzkoy, Mitglied der Prager Schule, unterschied 1931 die Bedeutungen „merkmaltragend“ gegenüber „merkmallos“ für die Glieder spezieller phonologischer Oppositionen. So kann man stimmlose Verschlusslaute (/p, t, k/) als merkmallos/unmarkiert gegenüber /b, d, g/ ansehen, weil letztere das zusätzliche Merkmal [stimmhaft] besitzen. Roman Jakobson, ebenfalls Mitglied, übertrug 1932 die Bedeutung „merkmalhaltig“ gegenüber „merkmallos“ auf die Morphologie (Formenlehre) des Russischen.
Eine solche Gegenüberstellung findet sich auch in anderen Bereichen der Linguistik; beispielsweise ließe sich die Bezeichnung auch auf den Kasus anwenden. Laut dem Sprachwissenschaftler Christian Lehmann wäre im Deutschen der Nominativ unmarkiert, während die anderen Kasus (Genitiv, Dativ und Akkusativ) markiert wären.

## Martkiertheit in der Phonologie
Der Begriff der Markiertheit setzt den der Opposition voraus (vgl. Trubetzkoy 1939). Unter den Oppositionen zwischen sprachlichen Einheiten hat man zunächst die binären von allen anderen zu unterscheiden. Von den binären Oppositionen gibt es wiederum zwei Haupttypen, die privativen und die äquipollenten:
- Eine privative Opposition besteht zwischen zwei Einheiten, von denen die eine ein Merkmal hat, das die andere nicht hat.Z.B. ist die Opposition zwischen /a/ und /ã/ im Französischen privativ, denn sie haben alle Merkmale miteinander gemeinsam, außer dass /ã/ [nasal] ist, /a/ dagegen nicht.
- Eine äquipollente Opposition besteht zwischen zwei Einheiten, deren jede ein Merkmal hat, das die andere nicht hat. Z.B. ist die Opposition zwischen /r/ und /l/ im Deutschen äquipollent; denn sie haben alle phonologischen Merkmale miteinander gemeinsam, abgesehen davon, dass /l/ [lateral] und /r/ [vibrant] ist.

Ob eine sprachliche Einheit ein bestimmtes Merkmal hat oder nicht hat,1 lässt sich natürlich nur unter bestimmten theoretischen Voraussetzungen feststellen. In der Phonologie legt sich immer zuerst die Rückbindung an die Phonetik nahe. Hier lassen sich Sprachlaute artikulatorisch beschreiben als durch die Kombination einzelner – und teilweise unabhängiger – Artikulationsbewegungen erzeugt. Wenn zwei im Übrigen gleiche Laute sich nur dadurch voneinander unterscheiden, dass der eine gegenüber dem anderen eine zusätzliche Artikulationsbewegung involviert, so nennt man den ersten merkmalhaft. Z.B. involviert [ã] gegenüber [a] zusätzlich die Senkung des Velums. Nach demselben Kriterium ist auch [d] gegenüber [t] merkmalhaft, weil es gegenüber diesem zusätzlich die Vibration der Stimmbänder involviert.
Aber selbst solche Feststellungen sind theorieabhängig. Eine zusätzliche Artikulationsbewegung lässt sich nur auf dem Hintergrund der Ruhelage des betreffenden Artikulationsorgans feststellen; aber aufgrund wovon definiert man die Ruhelage? Davon hängt es offensichtlich ab, ob die Senkung oder eher die Hebung des Velums eine zusätzliche Artikulationsbewegung ist; und ebenso, ob das Vibrieren der Stimmbänder oder deren Schlaffhängen eine zusätzliche Artikulationsbewegung ist. Obwohl dies letztere prima facie unplausibel klingt, werden wir sogleich sehen, dass es möglich ist.